# Molybdopteriny
Molybdopteriny (zkráceně MPT, též pyranopterindithioláty) jsou skupina kofaktorů nacházejících se ve většině molybdenových a ve všech wolframových enzymech. Přestože se označují jako molybdopteriny, tak samotné neobsahují molybden; označení ukazuje, že jde o ligandy (pteriny), které se na něj navazují. Celá skupina vzniklá tímto navázáním bývá obvykle nazývána jako molybdenový kofaktor.
Molekula molybdopterinu obsahuje pyranopterin, heterocyklus tvořený pyranovým a pterinovým kruhem. Na pyran jsou navíc napojeny dvě thiolátové skupiny, sloužící jako ligandy. V některých případech je alkylfosfátová skupina nahrazena alkyldifosfátovou. K enyzymům s molybdopterinovými kofaktory patří xantinoxidáza, DMSO reduktáza, sulfitoxidáza, a nitrátreduktázy.
Jedinými známými molybdenovými enzymy neobsahujícími molybdopteriny jsou nitrogenázy (enzymy zachycující dusík). Tyto enzymy mají k navázání molybdenu určená Fe-S centra.

## Biosyntéza
Na rozdíl od většiny ostatních kofaktorů nemůže být molybdenový kofaktor (Moco) použit jako nutrient a musí tak být syntetizován de novo. Jeho biosyntéza se skládá ze čtyř kroků: (i) radikálové cyklizace nukleotidu guanosintrifosfátu (GTP) na (8S)-3',8-cyklo-7,8-dihydroguanosin-5'-trifosfát (3',8-cH2GTP), (ii) tvorby cyklického pyranopterinmonofosfátu (cPMP) z 3',8-cH2GTP, (iii) přeměny cPMP na molybdopterin (MPT), a (iv) navázání molybdenanu na MPT.
Guanosintrifosfát se mění na cyklický fosfát pyranopterinu dvojicí enzymatických reakcí. První ze zúčastněných enzymů patří mezi radikálové SAM, skupinu enzymů vytvářejících vazby C—X (X = S, N).
Tento pyranopterinový meziprodukt se poté přemění na molybdopterin působením tří dalších enzymů. V této části se utvoří endithiolát (substituenty na síře nejsou známy). Síru dodává persulfid cysteinylu, a to podobným způsobem, jako při syntéze FeS proteinů. Monofosfát je adenylován (navázán na ADP), čímž dochází k aktivaci kofaktoru vůči Mo nebo W. Kov se do struktury dostává jako oxyanion, molybdenan nebo wolframan.
U některých enzymů, jako je například xantinoxidáza, se kov navazuje na jeden molybdopterin, zatímco u jiných, například DMSO reduktázy, je vázán na dva molybdopterinové kofaktory.
Modely aktivních míst enzymů obsahujících molybdopteriny jsou založeny na skupině ligandů známých jako dithioleny.

## Wolframové analogy
Některé bakteriální oxidoreduktázy využívají wolfram podobným způsobem jako molybden s molybdopterinem, když vytvářejí W-pterinové komplexy; molybdopterin totiž může tvořit komplex i s wolframem. Wolframové enzymy obvykle zprostředkovávají redukce karboxylových kyselin na aldehydy.
První objevený enzym vyžadující wolfram obsahoval také selen. Předpokládá se, že dvojice W-Se funguje podobně jako Mo-S u některých enzymů obsahujících molybdenové kofaktory.
V některých bakteriálních xantindehydrogenázách byly nalezeny komplexy W-molybdopterin a selen nevázaný na bílkovinu (což vylučuje přítomnost selenocysteinu či selenomethioninu), ale W-Se molybdopteriny ještě nejsou plně popsané.

## Enzymy využívající molybdopteriny
Enzymy využívající molybdopterin jako kofaktor nebo prostetickou skupinu jsou uvedeny níže. Molybdopterin je:
- Kofaktorem: xanthinoxidáz, DMSO  reduktáz, sulfitoxidáz, nitratereduktáz, ethylbenzendehydrogenáz, ferredoxinových glyceraldehyd-3-fosfátoxidoreduktáz, respiračních arsenátreduktáz, CO dehydrogenáz, a aldehydoxidáz.
- Prostetickou skupinou: formiátdehydrogenáz, purinhydroxyláz, a thiosulfátreduktáz.